# ズノイモ
ズノイモ （チェコ語: Znojmo [ˈznoimo], ドイツ語: Znaim）は、チェコ、南モラヴィア州の都市。

## 地理
ターヤ川左岸に面した切り立った露頭の上にある。オーストリア、ニーダーエスターライヒ州と接する。ブルノの南西約55kmにある。

## 歴史

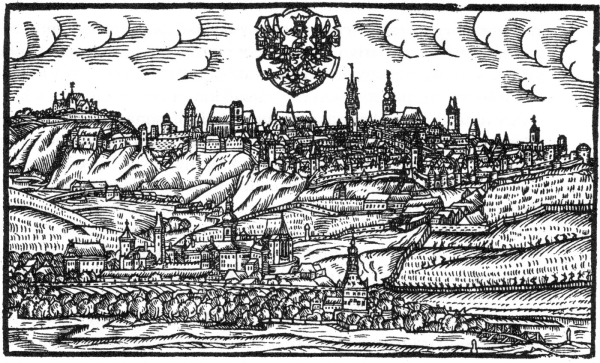
16世紀に描かれたズナイムの町並み

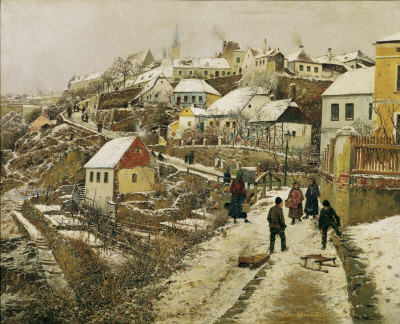
雪の中のズナイム、テオドール・フォン・ヘールマン画、19世紀

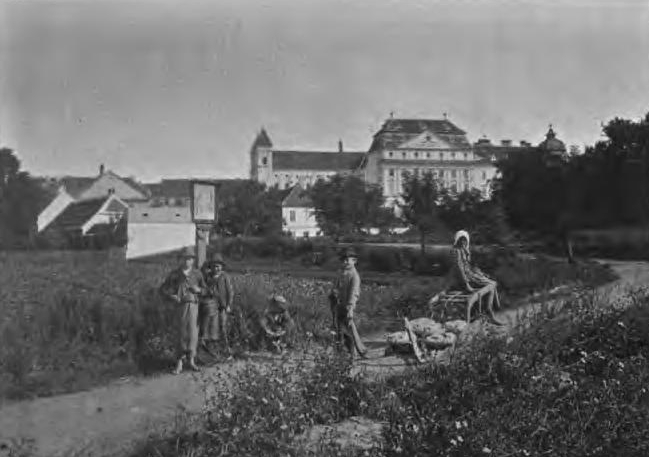
1904年に撮影されたロウツキ修道院

大モラヴィア王国時代の9世紀ですら、ズノイモの地は軍事上の要所であった。1055年以降、ズノイマ（Znoima、またはズノイ　Znoj）は、ブリュン＝ズナイメル公国の主要都市であった。1145年、ボヘミア王ヴラジスラヴ2世によって公国はブリュン（ブルノ）とズノイモに分離された。1190年、プレモントレ修道会のロウカ（チェコ語でロウツキ）修道院が創設された。ズノイモは、チェコ王の招きにより、多くのドイツ系移民の居住地となった。
1226年、プシェミスル朝のオタカル1世はズノイモを王立都市とした。1278年より、ローマ王ルドルフ（のちの神聖ローマ皇帝ルドルフ1世）が自治体法を認証した。1308年、オーストリア公フリードリヒがズノイモにてケルンテン公フリードリヒと和平を締結し、自らのボヘミア王国への権利を宣言した。
フス派の戦いの間、ズノイモはカトリックの拠点であり続けました。宗教改革は多くの同調者をこの地で集めたが、急進的なカトリック復古派に戻った。
1437年12月9日、皇帝ジギスムントはズノイモで死去した。ズノイモの聖ニコラウス教会に3日間安置された皇帝の遺骸は、グロースヴァルダイン（現オラデア）へ移送された。
1631年12月上旬、ズノイモで行われた皇帝フェルディナント2世の宰相とヴァレンシュタインとの冷徹な交渉で、ヴァレンシュタインは帝国軍総司令官に再召還された。
1809年7月11日、テシェン公カール率いるオーストリア軍と、マルモンおよびマッセナ率いるフランス軍の戦闘が起こり、翌日にはズノイム休戦協定が結ばれた。
第一次世界大戦終結後、ボヘミア、シレジア、モラヴィア（ドイッチュベーメン、ドイツ語話者が多数を占める地域の総称。de）に住むドイツ人たちは1918年以降オーストリア＝ハンガリー帝国内の非公式政体ドイッチュエスターライヒ（ドイツ領オーストリア、de）を組織した。サン＝ジェルマン条約では、チェコスロバキア内のドイッチュエスターライヒ住民の意に反してこれら係争地域の問題が話し合われた。
1910年代から1930年代にかけ、ズノイモ人口に占めるドイツ人住民の割合は85％から39％に減少し、一方でチェコ人住民の割合は20年間で12.7％から62％に増加した。国内におけるチェコ人対ドイツ人コミュニティーの緊張が高まっていった。1938年のミュンヘン会談の結果、ズノイモはドイツ領ニーダードーナウの一部となった。これにより、ズノイモにいたチェコ系住民とユダヤ人住民が脱出していった。シナゴーグは閉じられ、後に破壊された。
1945年春、繰り返されるソビエト赤軍の襲撃とアメリカ合衆国陸軍の爆撃でズノイモは荒廃していた。旧市庁舎は爆弾の直撃を受け、鉄道駅は甚大な被害を受けた。同年5月8日の赤軍のズノイモ進軍前にドイツ軍は撤退し、ズノイモはチェコスロバキアへ復帰した。多くのズデーテン・ドイツ人たちが、チェコ人民兵たちによる迫害を受ける前にオーストリア国境へ逃れていった。残ったドイツ人たちは強制収容所へ送られた。1945年から1948年まで、ズノイモでは人民法廷も開かれていた。1946年の1年間で、ズノイモから約1万人ものドイツ系住民が鉄道へアメリカ占領下のドイツへ送還された。新たな移民が、高地やワラキア、スロバキアからやってきた。13世紀以来、ズノイモの歴史上で最大の民族の入れ替えとなった。

## みどころ

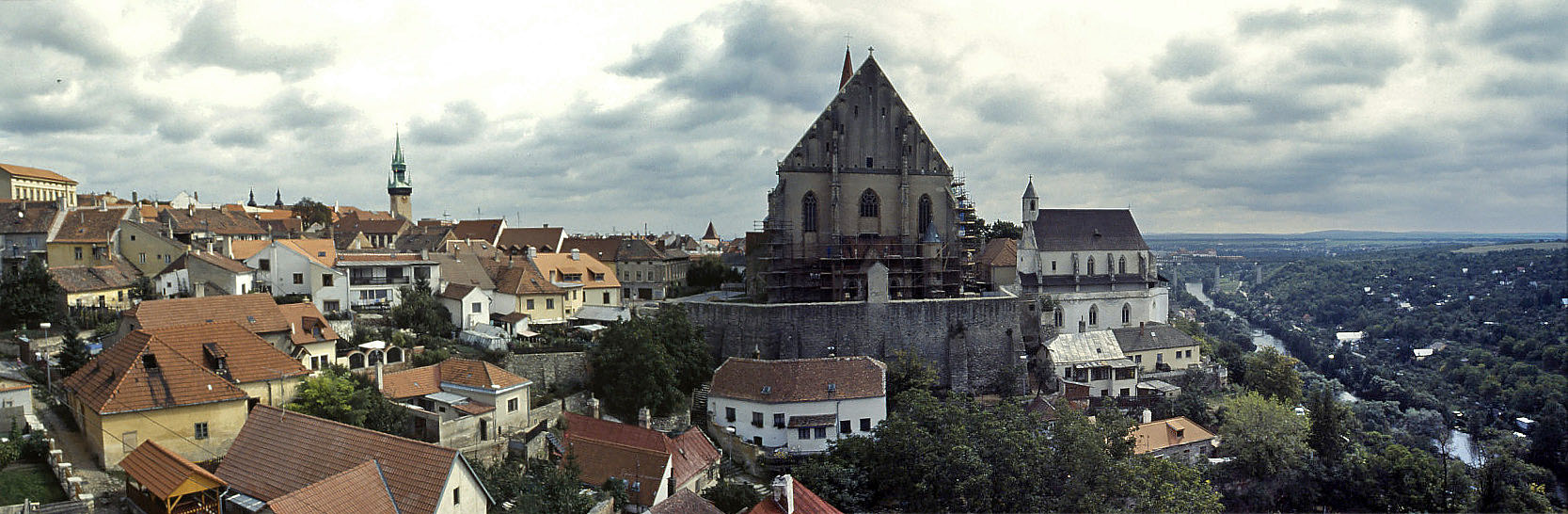
ズノイモ

古い要塞であり、王立都市であったズノイモは、非常に保存状態の良い中世の町並みを持つ。

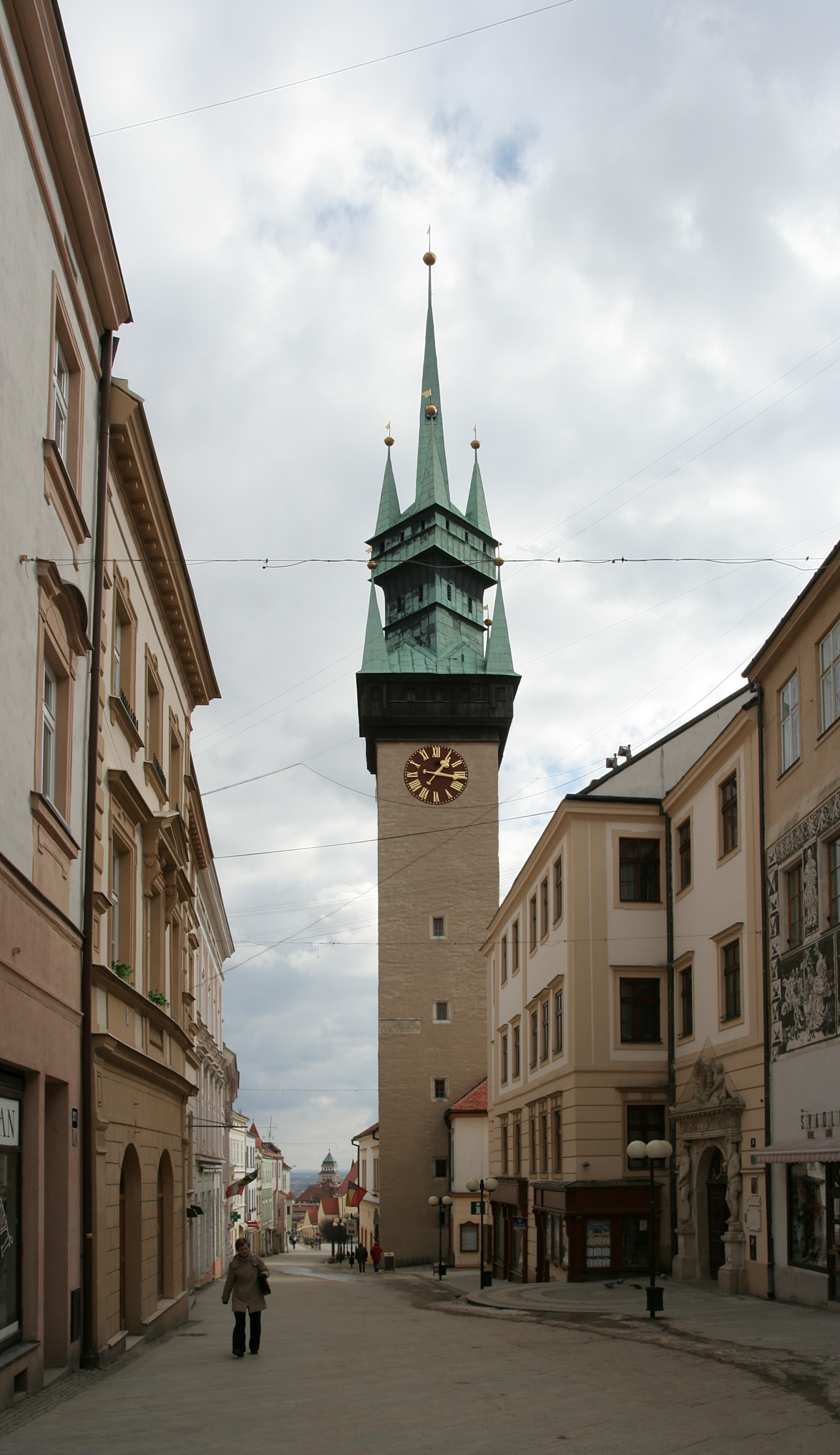
ゴシック様式のタウン・ホール付属塔
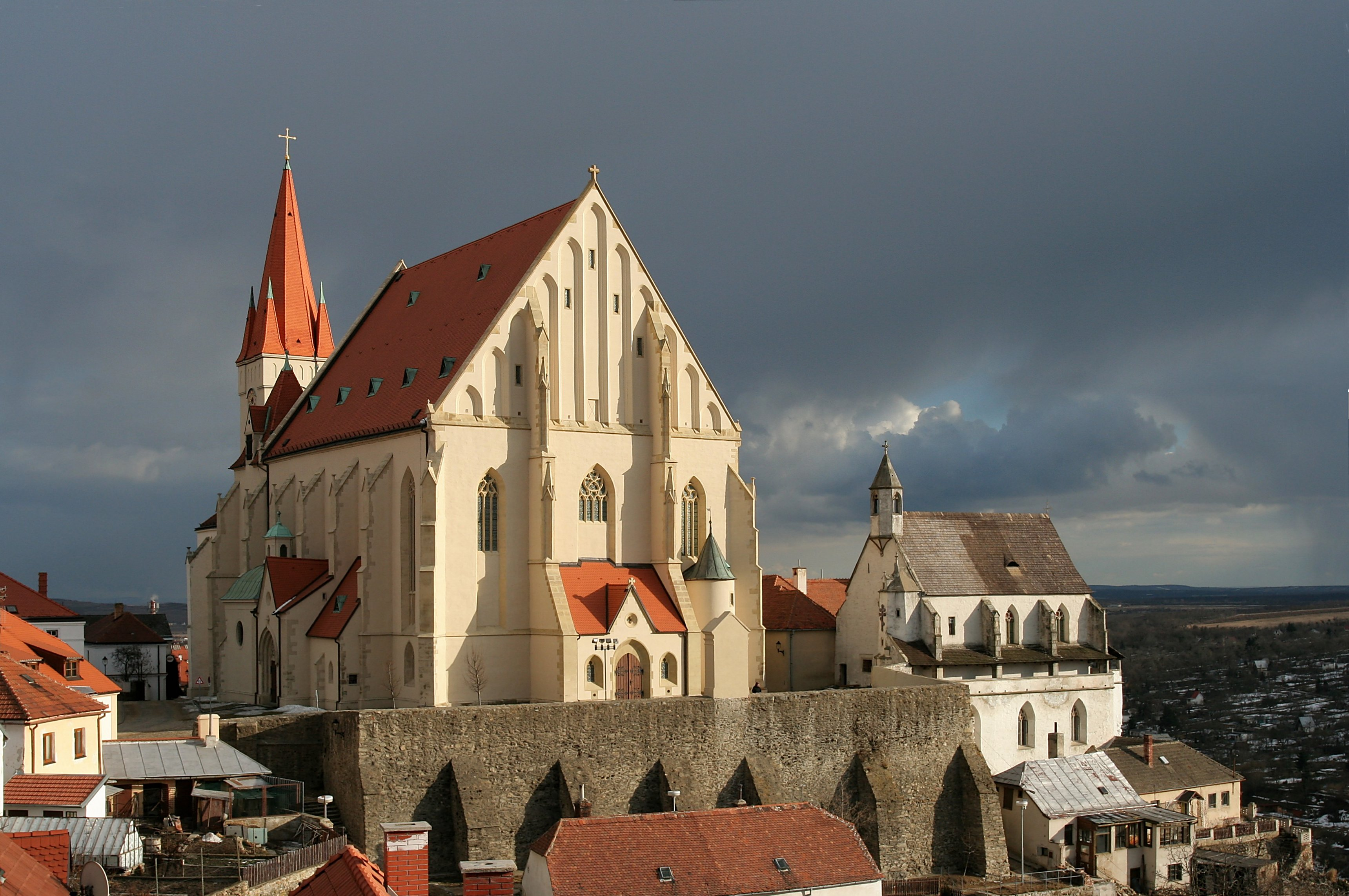
聖ミクラーシュ教会（聖ニコラウス教会）
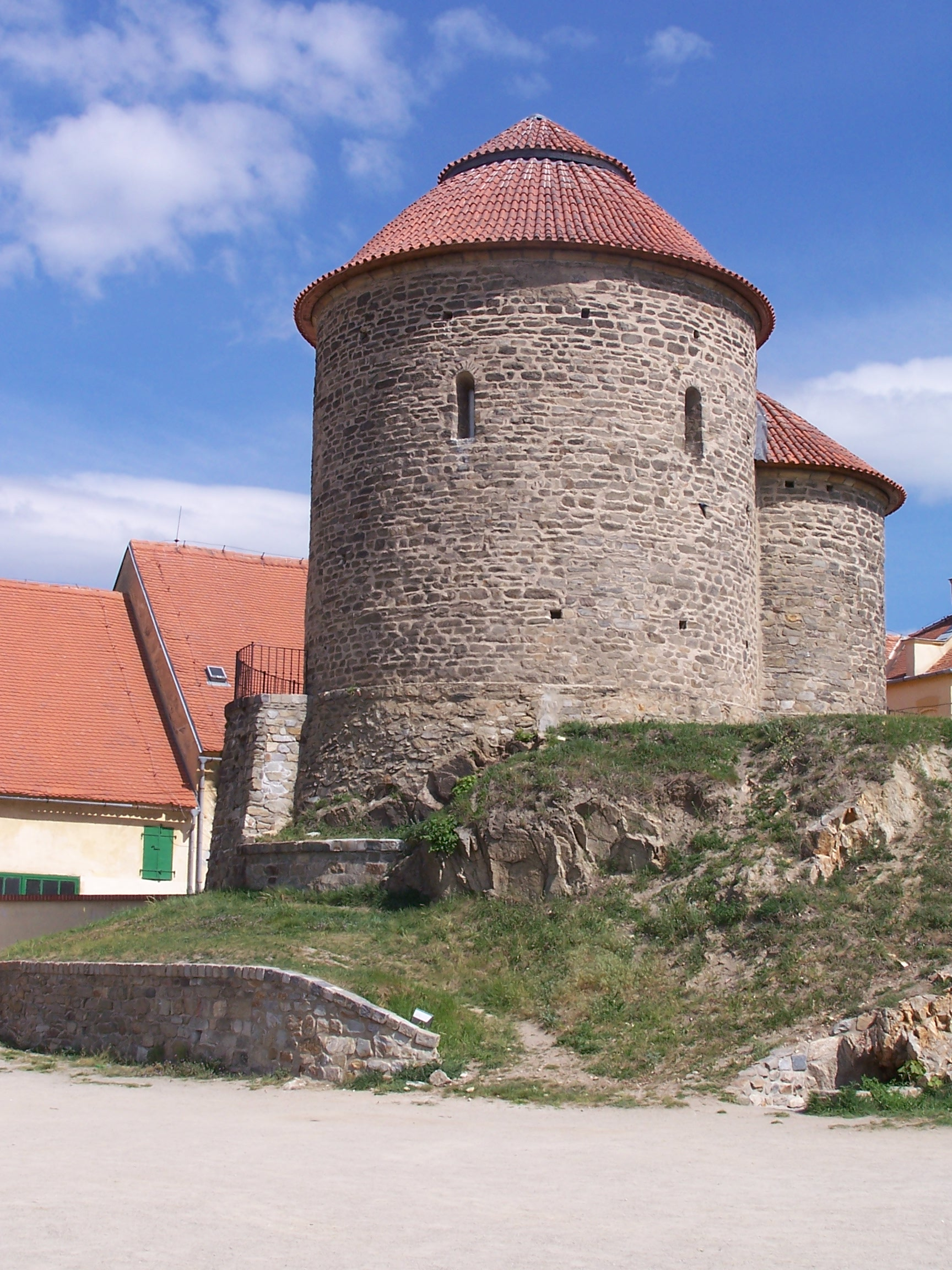
聖カテジナのロトンダ

## 姉妹都市
- ハルデルウェイク、オランダ
- ノヴェー・ザームキ、スロバキア
- ルジノフ区（英語版）、ブラチスラバ、スロバキア
- ポンタッシエーヴェ、イタリア
- トルガウ、ドイツ
- レッツ、オーストリア
- シュツェゴム（英語版）、ポーランド